# Green Island (Southland)
Green Island ist eine Insel in der Region Southland vor der Südinsel von Neuseeland.

## Geographie
Green Island ist eine rund 77,5 Hektar große Insel, rund 2 km östlich von Ruapuke Island und rund 18 km von der Küste der Südinsel entfernt. Die Insel besitzt eine Länge von rund 1,2 km in Ost-West-Richtung und eine maximale Breite von rund 1,1 km in Nord-Süd-Richtung. Die höchste Ergebung der Insel befindet sich an ihrer Westseite.
Die Insel ist bewachsen und besitzt ein wenig Baumbestand an den Küstenstreifen und vereinzelt zentral auf der Insel.